# Babaï (Pitoa)
Pour les articles homonymes, voir Babai (homonymie).
Babaï est un village du département de la Bénoué dans la région du nord du Cameroun. 
C'est l'un des 61 villages de la commune de Pitoa.

## Climat
A l'instar de sa commune, Babaï bénéficie d'un climat du type Soudano-Sahélien, caractérisé par une saison sèche qui dure 6 mois et une saison de pluies allant de Mai à octobre avec de grandes irrégularités.

## Ressources naturelles
Tous les villages de la commune sont situés sur une zone de polyculture.

## Populations
Les données issues du Plan Communal de Développement (mai 2015) de la commune de Pitoa, fait état d’une population de 430 habitants au sein du village de Babaï (soit près de  0,37 % de la population de la commune).

## Agriculture
Tous les villages de la commune de Pitoa font face à une baisse de la compétitivité agricole. Pour résoudre ce problème, le Plan Communal de Développement (mai 2015) prévoit entre autres d’aménager et sécuriser 15 ha de superficies agricoles dans le village de Babaï et le doter de 03 motopompes, 10 charrues et 05 charrettes.

## Élevage
L'activité d'élevage à Babaï est à l’image de celle de l’agriculture, marquée par une faiblesse de production animale et halieutique.  Afin de redresser cette situation, le Plan Communal de Développement (mai 2015) de la commune envisage entre autres de : délimiter et matérialiser 80 ha de zones de pâturages dans les localités de Mbara, Babaye, Babanguel et de construire à Babaï un puits pastoral motorisé.

## Commerce
Les commerçants de Babaï font face à des difficultés de commercialisation de leurs différents produits. Pour redynamiser ce secteur d'activité dans le village, le Plan Communal de Développement (mai 2015) mise sur la construction de 01 hangar et d’un marché périodique.